# Lynchen

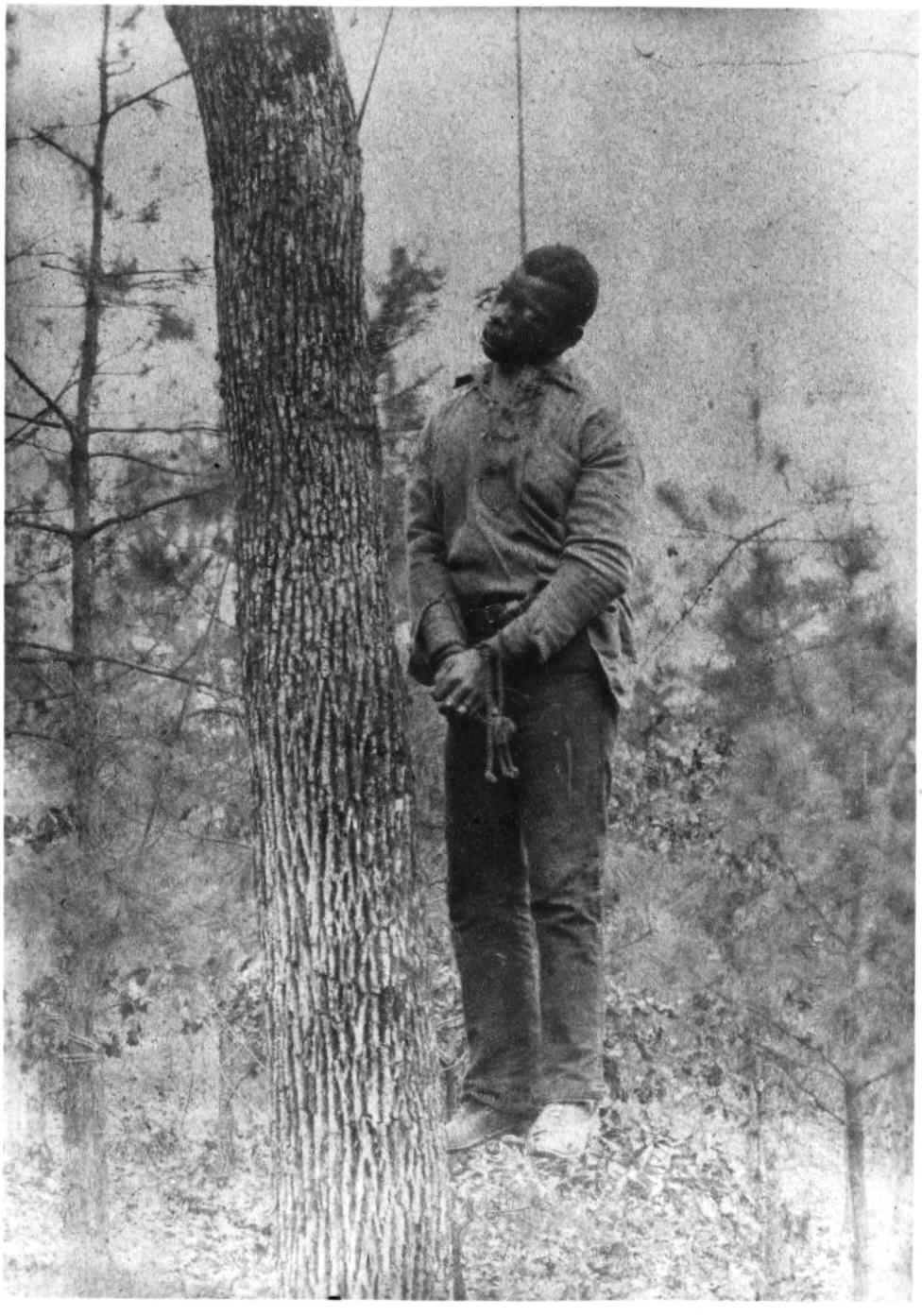
Een gelynchte zwarte man in 1889.

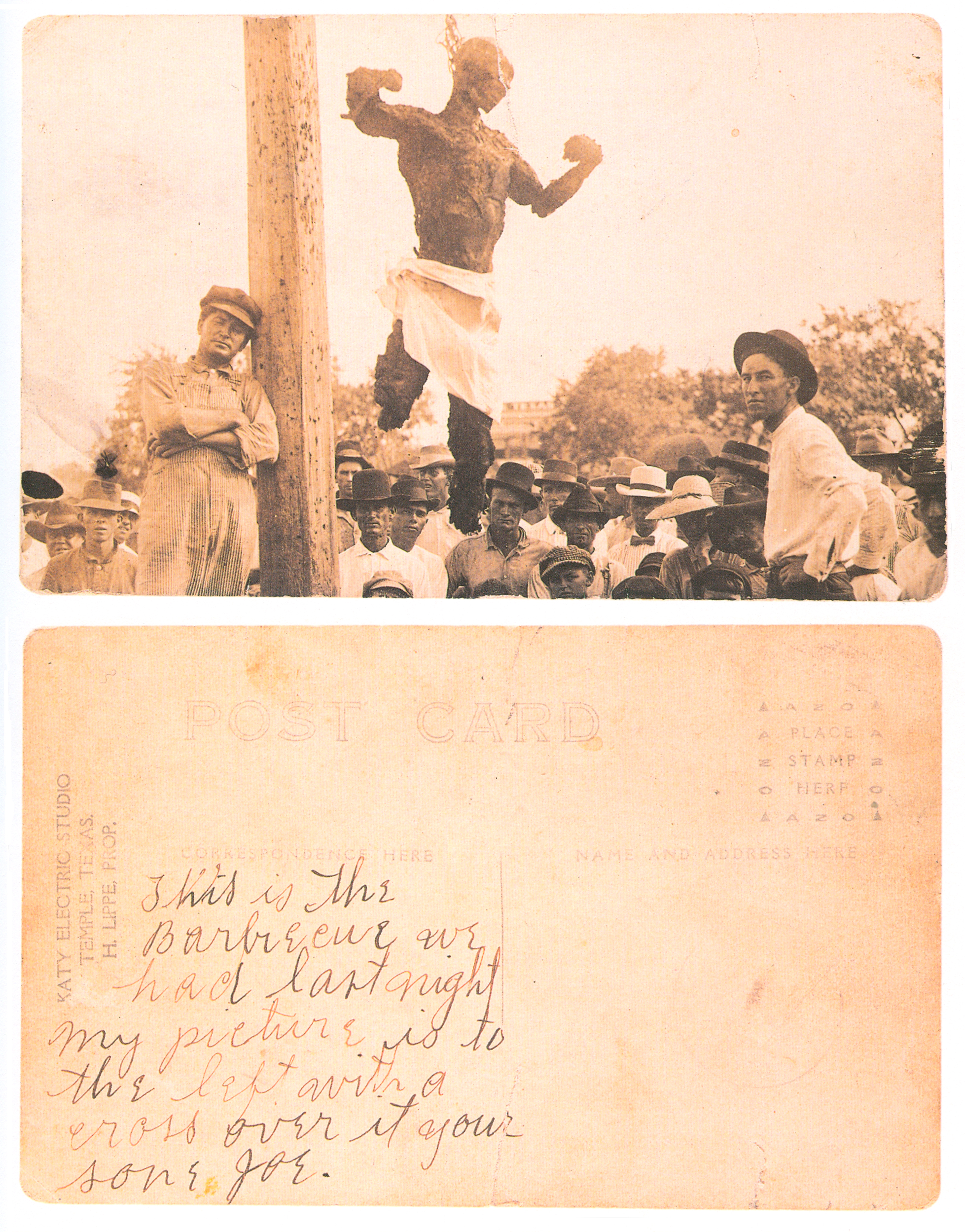
Ansichtkaart van de levend verbrande Will Stanley - op de achterkant staat geschreven: This is the Barbecue we had last night my picture is to the left with a cross over it your son Joe, Temple, Texas, 1915

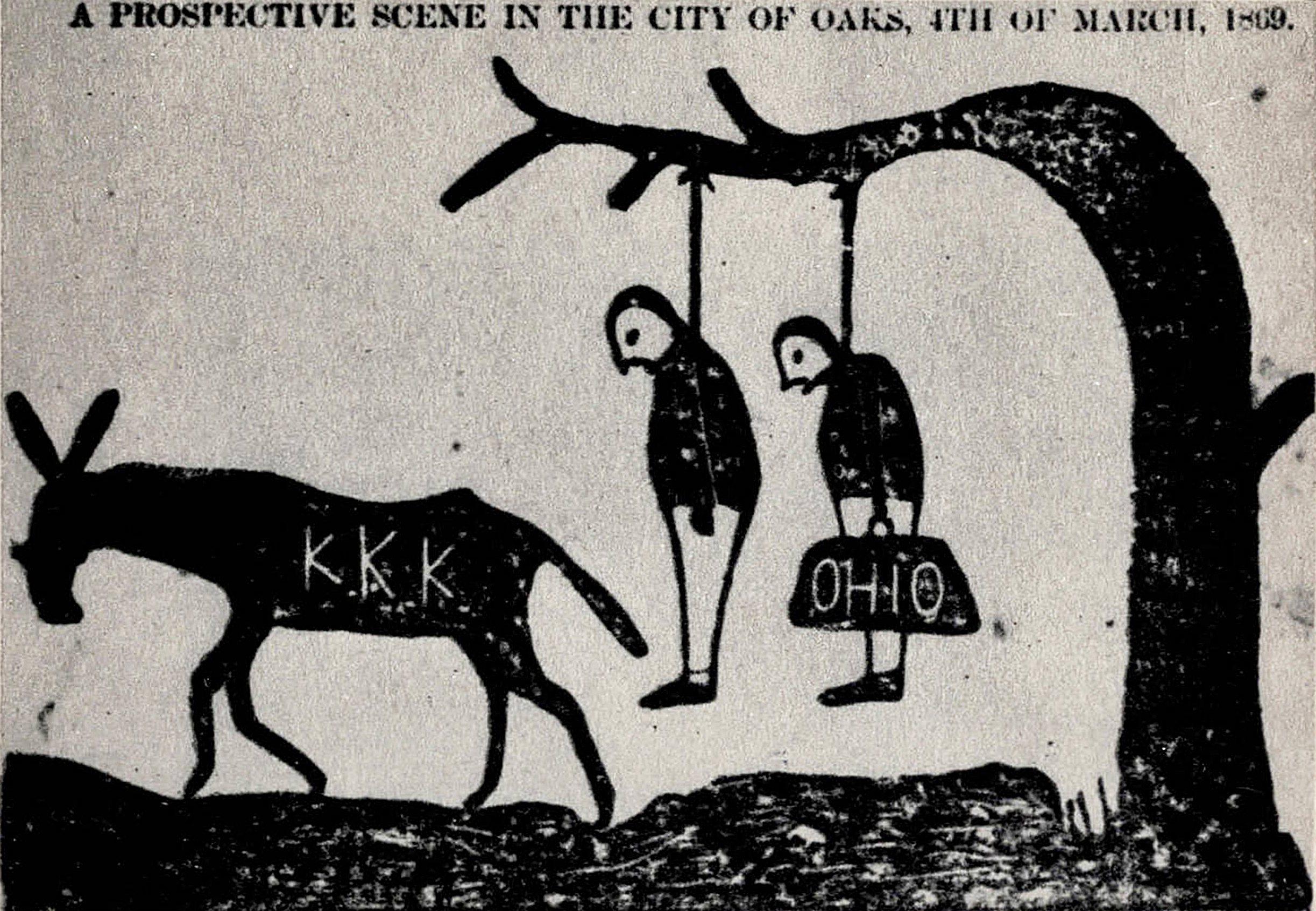
Een stripje van de Ku Klux Klan; bedreiging met ophanging voor "carpetbaggers" uit Ohio

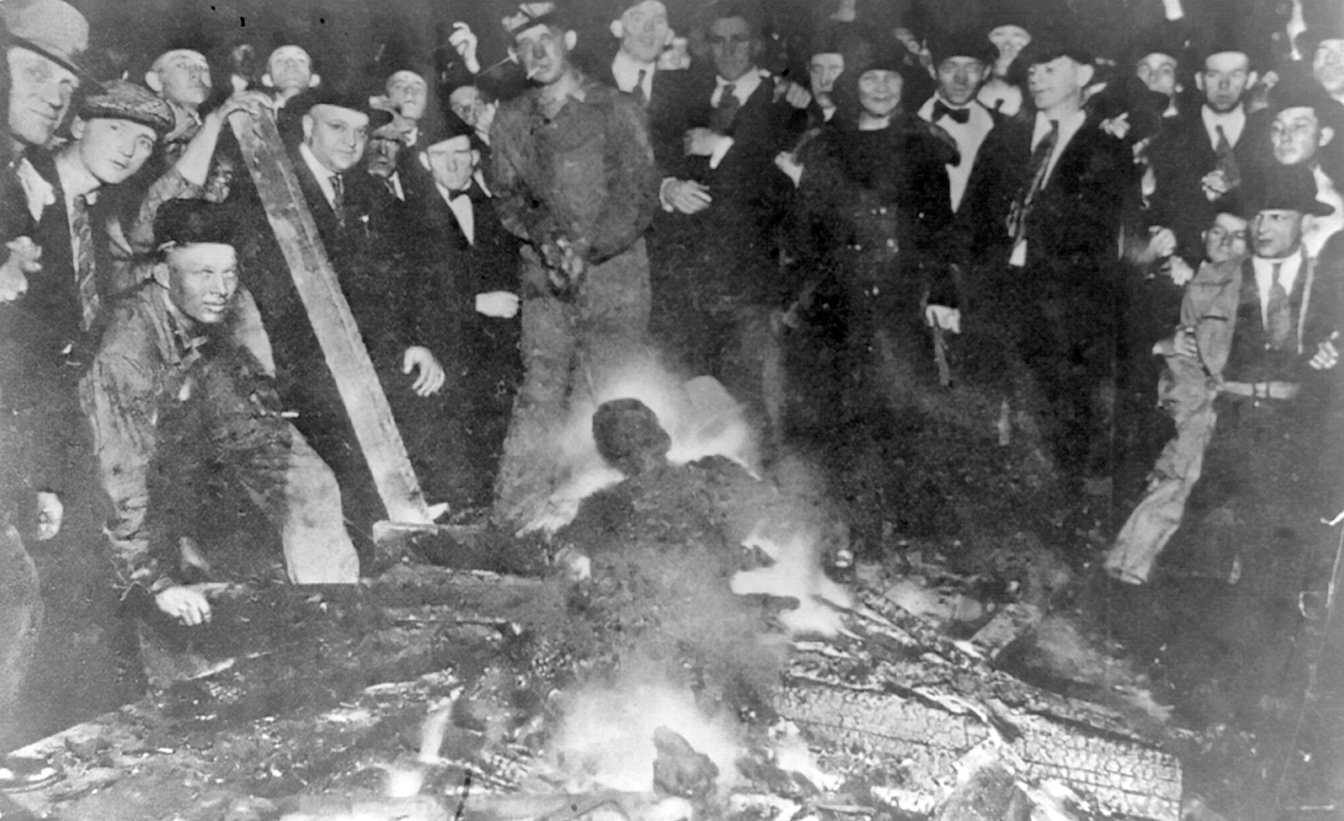
De gelynchte William Brown, 28 september 1919

Lynchen is het in eigen naam vermoorden van een persoon als straf voor het begaan van een op grond van eigen of wettelijke regels veronderstelde misdaad of overtreding, zonder enige vorm van onafhankelijk proces, door een of meer personen die daartoe geen bevoegdheid hebben. Het is een vorm van eigenrichting. 

## Etymologie
Herkomst van het begrip lynchen is niet helemaal duidelijk, het gaat vermoedelijk om een verwijzing naar ofwel de jurist Charles Lynch (1736–1796) of kapitein William Lynch (1742–1820). Charles Lynch was een Amerikaanse revolutionair uit Virginia, grondeigenaar, politicus en rechter. In de laatste jaren van de Amerikaanse Onafhankelijkheidsoorlog rekende hij via een illegaal gerechtshof af met Amerikanen die de Engelse koning bleven steunen en tegen onafhankelijkheid waren. Vanaf 1782 was de term Lynch's Law in omloop, om illegale bestraffing van tegenstanders aan te duiden. Bij Lynch ging het om zweepslagen, inbeslagname van eigendommen, het afdwingen van bekentenissen of dienstplicht in het eigen leger, niet om moord.

## Verenigde Staten
Lynchpartijen komen voor in de gehele menselijke geschiedenis en in vele culturen. Het verschijnsel is tegenwoordig vooral bekend uit de zuidelijke Verenigde Staten in de periode van circa 1860–1950. Het werd in de VS aanvankelijk als een vorm van eigenrichting ('frontier justice') toegepast in het 'Wilde Westen'. Na het einde van de Amerikaanse Burgeroorlog werd het vooral in de zuidelijke staten toegepast door blanken tegen Afro-Amerikanen (voormalige slaven), onder andere als intimidatie. Vanaf 1930 nam het lynchen daar in omvang af. In 1939 zong Billy Holiday over dit thema het jazznummer Strange Fruit. 

### Jesse Washington, Texas
De lynchpartij van Jesse Washington, nabij Waco (Texas), op 15 mei 1916, is waarschijnlijk de bekendste van de 492 bekende lynchpartijen in Texas tussen 1882 en 1930. De geestelijk gestoorde Afrikaans-Amerikaanse jongeman werd beschuldigd van moord op een vrouw. Hij werd gecastreerd en gemarteld, zijn oren werden afgesneden en hij werd levend verbrand door de menigte.

### Fred Rouse, Fort Worth, Texas
Een geval van lynchen deed zich in 1921 voor te Fort Worth. Bij een vleesverwerkende industrie, waar alleen blanken werkten, was een staking uitgebroken. De werkgever probeerde de staking te breken door zwarte arbeiders van elders te halen. Een 33-jarige zwarte arbeider, Fred Rouse, kreeg ruzie met blanke strike pickets, die toezagen, dat er geen onderkruipers hun werk gingen doen, en verwondde twee van hen met schoten uit een vuurwapen. De man werd daarop in elkaar geslagen. De strike pickets meenden dat hij dood was en gingen weg. Het slachtoffer bleek echter nog te leven en werd in het ziekenhuis opgenomen en verpleegd. Toen degenen, die hem hadden neergeslagen, dat hoorden, sleurden ze hem op 11 december uit het ziekenhuis weg, mishandelden hem, hingen hem op aan een boom en doorzeefden daarna zijn lijk met kogels. De verdachten, onder wie twee politieagenten, werden nooit berecht. Op 11 december 2021 werd besloten, op de locatie van de lynchpartij een gedenkteken voor Rouse op te richten.

### Drie medewerkers van een rondreizend circus, Minnesota
De lynchpartij in Duluth, waarbij drie zwarte medewerkers van het "James Robinson Circus" omkwamen, inspireerde Bob Dylan (geboren in Duluth) voor het nummer Desolation Row. De vader van Dylan woonde destijds vlak bij de plaats waar de lynchpartij zich voltrok.

## Nederland

### De gebroeders De Witt, Den Haag

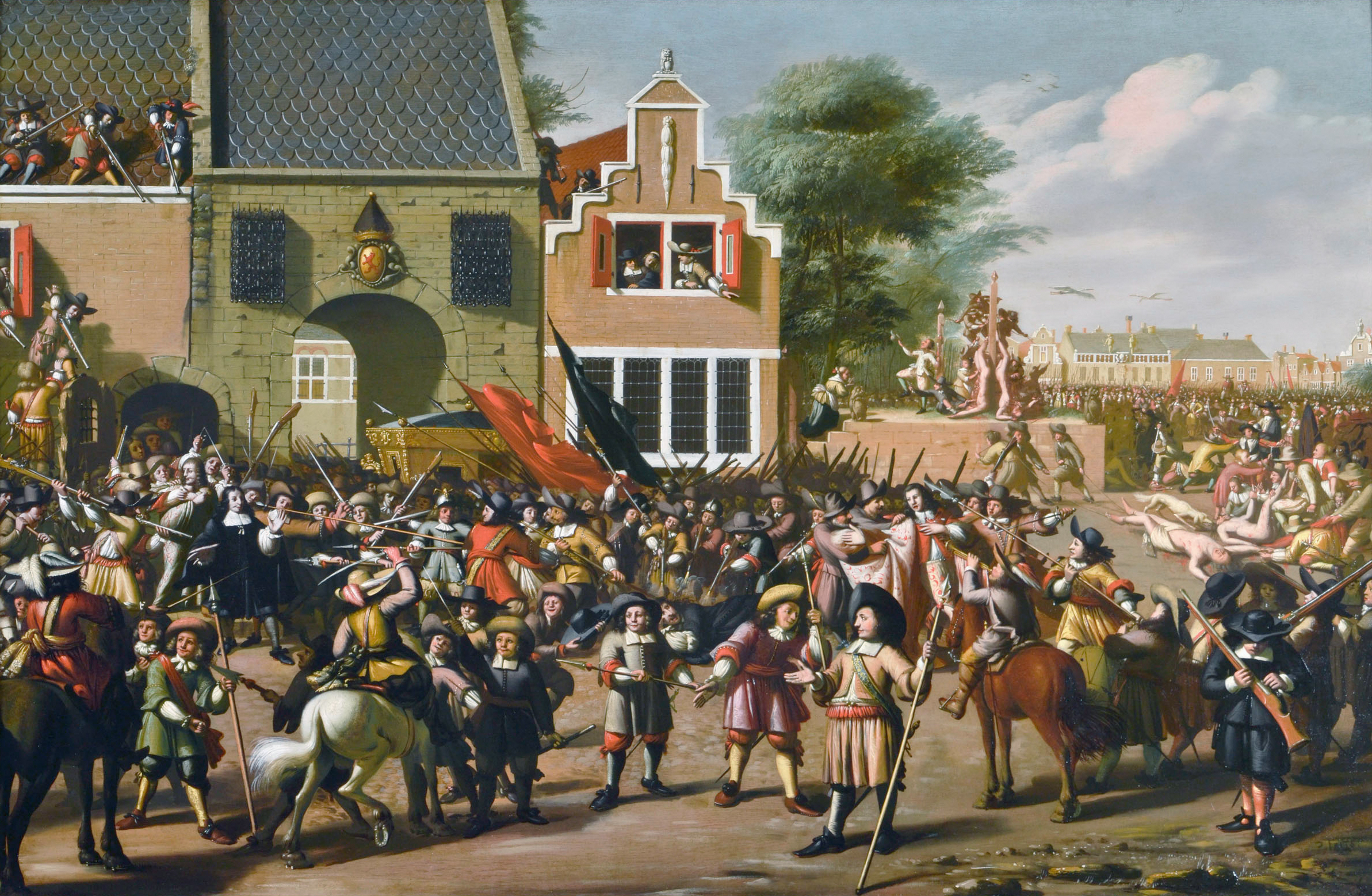
De moordpartij op de gebroeders De Witt als stripverhaal uitgebeeld op een schilderstuk. (klik op de afb. voor meer uitleg)

De moord op de gebroeders De Witt is een bekende lynchpartij uit de Nederlandse geschiedenis. Cornelis de Witt en Johan de Witt werden op 20 augustus 1672 tegelijk gelyncht in Den Haag. Johan werd met één schot doodgeschoten. Cornelis werd neergeslagen, -geschoten en -gestoken; toen hij zijn hoofd nog oprichtte, werden hem met twee slagen van een geweerkolf de hersens ingeslagen. De lijken werden naakt ondersteboven opgehangen. Een omstander sneed repen vlees uit de billen om die meteen daarna op te eten. De tenen, vingers, tongen, lippen, geslachtsdelen en ogen werden van de lichamen afgesneden. De lijken werden opengereten en de ingewanden werden verwijderd, waarna deze deels door omstanders werden opgegeten of aan honden te eten gegeven. Daarna werden bij beide broers de harten uit het lijf gesneden, waarna deze organen nog jarenlang ter bespotting werden tentoongesteld. Een tong en een vinger, waarvan verondersteld wordt dat ze afkomstig zijn van de broers, bevinden zich tegenwoordig in het Haags Historisch Museum.

## Latijns Amerika
Lynching komt in de 21ste eeuw nog voor in landen in Latijns Amerika, waaronder Brazilië.

### Drie undercoveragenten, Mexico-Stad
In 2004 maakten drie undercoverpolitieagenten in Tláhuac (Mexico-Stad) foto's van een school. Ze werden hierop gelyncht door een woedende massa die hen voor pedofielen aanzag. Twee van de agenten kwamen om het leven en de derde raakte zwaargewond. Het incident was rechtstreeks op televisie te zien, maar burgemeester Marcelo Ebrard stond niet toe dat de agenten werden gered.

### Haïti
In 2023 werden meer dan tien mensen, vermoedelijk bendeleden, in Port-au-Prince gelyncht door een woedende menigte. Later dat jaar liep het aantal volgens de Verenigde naties op tot meer dan 350 gelynchte mensen.

## Afrika
In Afrika komt lynching onder andere voor in Zuid-Afrika. In de jaren 1980 en 1990 waren de zogenaamde halsbandmoorden berucht.

## Casussen
- Er hebben in de geschiedenis veel lynchpartijen plaatsgevonden tegen vermeende heksen, zogeheten heksenjachten.
- Een menigte probeerde in 1897 Mahatma Gandhi, na een bezoek aan India te lynchen in Zuid-Afrika.
- Gustavo A. Madero werd gelyncht op 18 februari 1913 in het fort La Ciudadela.
- Thomas Thurmond en John Holmes werden op 26 november 1933 gelyncht in San Jose. Gouverneur James Rolph verklaarde later dat hij welbewust niet had ingegrepen en de daders niet zou vervolgen.
- Willem van Ramilly werd in 1489 op de Grote Markt in Brussel in het openbaar gelyncht.
- In 1930 vond in Marion een lynchpartij in het Amerikaanse noorden plaats.